# My Girl 2
My Girl 2 is een Amerikaanse film uit 1994 van Howard Zieff en Laurice Elehwany, met Anna Chlumsky en Austin O'Brien. Het was een sequel op de in 1991 verschenen film My Girl. De film werd opgenomen in Los Angeles en Claremont.

## Verhaal
Madison, Pennsylvania, 1975. Vada Sultenfuss is nu 13 jaar en woont nog steeds bij haar vader Harry en haar inmiddels zwangere stiefmoeder Shelly.
Op school krijgt Vada de klassikale opdracht om alles uit te zoeken over een onbekend iemand die iets groots heeft gepresteerd. Vada komt al snel tot het besluit om over haar overleden moeder te schrijven. Maar omdat alle informatie die ze tot nu toe heeft in één klein kistje past, besluit ze om naar haar oom Phil in Los Angeles te reizen, de geboortestad van haar moeder. Aldaar aangekomen ontmoet ze Nick, de zoon van Phils vriendin Rose en haar gids in het grote L.A. In begin lijken ze elkaar niet te mogen, maar daar komt al vlug verandering in. En ze ontdekt meer dan ze ooit had durven hopen.

## Rolverdeling
| Acteur             | Personage          | Opmerkingen |
| ------------------ | ------------------ | ----------- |
| Anna Chlumsky      | Vada Sultenfuss    | Hoofdrol    |
| Austin O'Brien     | Nick Zsigmond      | Hoofdrol    |
| Dan Aykroyd        | Harry Sultenfuss   | Bijrol      |
| Jamie Lee Curtis   | Shelly Devoto      | Bijrol      |
| Richard Masur      | Phil Sultenfuss    | Bijrol      |
| Christine Ebersole | Rose Zsigmond      | Bijrol      |
| JD Souther         | Jeffrey Pommeroy   | Bijrol      |
| Angeline Ball      | Maggie Muldovan    | Bijrol      |
| Anthony R. Jones   | Arthur             | Bijrol      |
| Gerrit Graham      | Dr. Sam Helburn    | Bijrol      |
| Aubrey Morris      | Alfred Beidermeyer | Bijrol      |
| Keone Young        | Agent Tanaka       | Bijrol      |
| Jodie Markell      | Hillary Mitchell   | Bijrol      |
| Lauren Ashley      | Judy               | Bijrol      |
| Roland Thomson     | Kevin              | Bijrol      |

## Onderscheidingen
Anna Chlumsky won in 1995 voor deze film de Young Artist Award voor "Best Performance by a Young Actress Starring in a Motion Picture".

## Varia
Gedurende een aantal jaar was er nog een derde film gepland, waarvoor Aykroyd ook al een scenario had geschreven. Het idee hiervoor werd in 2012 echter definitief geschrapt.